# 一部未完成的电影
《一部未完成的电影》（英語：An Unfinished Film）是2024年上映的纪录剧情片，由中国导演娄烨执导，娄烨与马英力共同编剧，秦昊、梁鸣、毛小睿、齐溪、黄轩和张颂文共同主演。故事发生在2020年初，一个剧组在中国武汉恢复拍摄一部停拍了十年的电影，不巧碰上武汉因突发COVID-19疫情而封城。
电影入选第77屆坎城影展“特别展映”单元，于2024年5月16日全球首映。本片由于是新加坡和德国作为制片地区，若计划上映则需要以进口片身份申请放映许可证，目前片方没有计划在中国上映。
该片获得第61届金馬獎最佳剧情片，娄烨获最佳导演。这是继2014年的《推拿》后又一部获得金马奖最佳剧情片的娄烨作品。

## 演员
- 秦昊 饰 江誠
- 毛小睿 饰 导演
- 齐溪 饰 桑琪
- 黄轩 饰 叶晓
- 梁鸣 饰 阿健
- 张颂文 饰 老唐

## 反響
此片首映後，在電影評論網站「豆瓣」上湧現排山倒海的五星評價（最高評級）；另有評論对其虚构部分的视听呈现有所批评。首映次日，網路輿論明显转向。隨後，影片資訊遭到壓制，「豆瓣」刪掉影片的條目，微信公众号平台也清理有關報道，不少網民發現有關婁燁的舊文也開始遭遇刪除。電影沒有計劃以境外進口片的身份申请中國大陸的电影公映许可证，中國大陸也不會公映。
有观众称：“电影谈论了她从未在其他院线片上看到的面向，有疫情下的防控政策不当、人的真实心理、情感与排解，而剧中角色在困境求生的心情，与（中国）现代青年的心理状态相似”。台湾影展选片人谢以萱：“娄烨的作品关注社会现实，并仍持续思考与实践着身为创作者对人的感性关怀，当其他同时代的中国电影人可能已经‘跨过’（回避）疫情、好似那几年发生的事情不复存在，电影与现实发生的事情无涉方为上策时，娄烨丝毫未见闪躲，而是尝试找到一种艺术性的语言去讲述那段经历。”
YouTube時政自媒體評論員王志安認為這部電影拍攝得很克制，未能反映武漢疫情這場災難的全貌，但即使這樣「烈度」不高的個體記憶展示仍是組成歷史的一部分。
IMDb评分7.2分，烂番茄新鲜度90%。

## 獎項
| 頒獎典禮     | 獎項       | 名單             | 結果 |
| ------------ | ---------- | ---------------- | ---- |
| 第61屆金馬獎 | 最佳劇情片 | 一部未完成的電影 | 獲獎 |
| 第61屆金馬獎 | 最佳導演   | 婁燁             | 獲獎 |
| 第61屆金馬獎 | 最佳剪輯   | 田佳茗           | 提名 |